# 費爾鎮區 (密蘇里州普拉特縣)
費爾鎮區（英語：Fair Township）是位於美國密蘇里州普拉特縣的一個行政鎮區。

## 地方資料
費爾鎮區的面積為87.02平方千米，當中陸地面積為85.97平方千米，而水域面積為1.05平方千米。根據2020年美國人口普查的數據，當地共有人口1089人，而人口密度為每平方千米12.51人。